# Манастир Светог Пајсија у Сафорду
Манастир светог Пајсија у Сафорду Аризона, је женски општежитељни манастир Епархије западноамеричке Српске православне цркве. 
Манастир је основан 1993. године. Посвећен је светом Пајсију Величковском, који је свој живот посветио сабирању и превођењу текстова Добротољубља, збирке практичног учења Светих Отаца. 
Смештен у високој Сонорској пустињи у подножју планине Грахам. Складан киновијски живот, необични услови живљења, школа, појање и много чега другог допринели су да манастир Светог Пајсија у Аризони стекне многобројне пријатеље у Америци, Европи и Србији. Планира се изградња цркве, трпезарије, кухиње и додатних конака. Крај манастира је 2004. године основано православно гробље
У манастиру се дају часови кувања, шивења, хеклања, сликања, цртања, историје Старог Завета, теологије и појања . 